# Seznam děkanů 1. lékařské fakulty Univerzity Karlovy
Toto je seznam děkanů lékařské fakulty Univerzity Karlovy a následně vzniké 1. lékařské fakulty Univerzity Karlovy v Praze, který obsahuje osoby zastávající tuto volenou akademickou funkci od samostatné volby děkana fakulty od konce 60. let 14. století , spolu s univerzitou, do současnosti. Mezi obdobím husitských válek a rokem 1623 nebyl děkan volen.
V moderním uspořádání fakulty je děkan volen akademickým senátem fakulty a na jeho návrh jej jmenuje a odvolovává rektor univerzity.

## 1623–1883 (Ferdinandova univerzita)
- 1623–1636 František Roia de Aquista Pace
- 1638–1657 Jan Marcus Marci z Kronlandu
- 1657–1659 Jakub Forberger
- 1660–1661 Jan Marcus Marci z Kronlandu
- 1662 Šebestián Kristián Zeidler
- 1663–1664 Jan Marcus Marci z Kronlandu
- 1665 Mikuláš Franchimont z Frankenfeldu
- 1666–1667 Jakub Forberger
- 1668–1669 Šebestián Kristián Zeidler
- 1670 Karel Kirchmayer
- 1671–1673 Mikuláš Franchimont z Frankenfeldu
- 1674–1675 Jakub Forberger
- 1676 Šebestián Kristián Zeidler
- 1677 Mikuláš Franchimont z Frankenfeldu
- 1678 Jakub Forberger
- 1679 Mikuláš Franchimont z Frankenfeldu
- 1680–1681 Jakub Forberger
- 1682 Mikuláš Franchimont z Frankenfeldu
- 1683–1684 Jakub Jan Václav Dobřenský z Černého Mostu
- 1685–1686 Jan František Löw z Erlsfeldu
- 1687 Šebestián Kristián Zeidler
- 1688 Šimon Alois Tudecius de Monte Galea
- 1689 Šebestián Kristián Zeidler
- 1690 Šimon Alois Tudecius de Monte Galea
- 1691–1695 Jan František Löw
- 1696 Jan Antonín Cassini de Bugella
- 1697–1698 Jan František Löw z Erlsfeldu
- 1699 Jan Antonín Cassini de Bugella
- 1700 Jan František Löw z Erlsfeldu
- 1701–1702 Jan Antonín Cassini de Bugella
- 1703 Jan Kašpar Voigt
- 1704–1705 Jan František Löw z Erlsfeldu
- 1706 Jan Antonín Cassini de Bugella
- 1707–1711 Jan František Löw z Erlsfeldu
- 1712–1713 Jan Antonín Cassini de Bugella
- 1714–1716 Jan František Löw z Erlsfeldu
- 1717–1718 František Crusius z Krausenbergu
- 1718–1723 Jan František Löw z Erlsfeldu
- 1724–1725 Šebestián Fuchs
- 1726 Leonard Ferdinand Meisner
- 1727 Jan Jakub Gelhausen
- 1728–1729 Leonard Ferdinand Meisner
- 1730–1731 Jan Jakub Gelhausen
- 1732 Ludvík Jindřich Voss
- 1733–1735 Leonard Ferdinand Meisner
- 1736 Jan Jakub Gelhausen
- 1737–1739 Jacob Smith z Balroe
- 1740 Ludvík Jindřich Voss
- 1741 Jan Ignác Mayer
- 1742–1743 Jan František Groner
- 1744 Ludvík Jindřich Voss
- 1745–1746 Jan Ignác Mayer
- 1747 Jan František Griner
- 1748 Jan Antonín Scrinci
- 1749 František Ferdinand Kirchmayer
- 1750 Jan Ignác Mayer
- 1751 František Ferdinand Kirchmayer
- 1752 František Josef du Toy
- 1753 František Ferdinand Kirchmayer
- 1754 František Josef du Toy
- 1755 Václav Jan Paschkal
- 1756 Jan Antonín Scrinci
- 1757 Jan Křtitel Boháč
- 1758 David Becher
- 1759 Mořic Mayer z Mayersbachu
- 1760–1761 Jan Křtitel Boháč
- 1762–1764 Mořic Mayer z Mayersbachu
- 1765–1768 Josef Wignet
- 1769–1773 Mořic Mayer z Mayersbachu
- 1774–1775 František Josef du Toy
- 1776–1778 Leonard Antonín Verbeck
- 1779 František Josef du Toy
- 1780–1782 Šebestián Oechy
- 1783–1784 Josef Jindřich Bauer
- 1785 Josef Bohumír Mikan
- 1786–1787 Jan Křtitel Zauschner
- 1788 Antonín Michelič
- 1789 Jiří Procháska
- 1790 Antonín Sebald
- 1791 Karel Ferdinand Arnold
- 1792 Josef Bohumír Mikan
- 1793 Jan Křtitel Zauschner
- 1794–1796 Václav Langswert
- 1797–1798 Josef Bohumír Mikan
- 1799 Antonín Sebald
- 1800–1802 Josef Rottenberger
- 1803 Václav Langswert
- 1804 Antonín Michelič
- 1805–1807 Václav Langswert
- 1808–1810 Josef Rottenberger
- 1811–1813 Jan Lipavský
- 1814 František Müller
- 1815–1816 Jan Havrlík
- 1817 Václav Havrlík
- 1818–1819 Jan Theobald Held
- 1820–1822 František Wünsch
- 1823–1825 Jan Theobald Held
- 1826–1828 František Wünsch
- 1829–1830 Ondřej Duchek
- 1831–1834 František Wünsch
- 1835–1837 Leopold Schirmer
- 1838–1840 František Ramisch
- 1841–1843 Leopold Wander rytíř z Grünwaldu
- 1844–1846 Josef Reisich
- 1847–1849 Josef Arnošt Ryba
- 1850–1857 Ignác rytíř Nádherný
- 1857–1859 Matěj Popel
- 1859–1861 Josef Halla
- 1861–1864 Vincenc Alexandr Bochdalek
- 1864–1867 Josef Blažina
- 1867–1869 Emanuel Seidl
- 1869–1872 Josef Hasner rytíř z Arthy
- 1872–1876 Josef Maschka
- 1876–1877 Ferdinand Weber rytíř z Ebenhofu
- 1877–1878 Hugo Kremer rytíř z Auenrode
- 1878–1879 Karel Hugo Huppert
- 1879–1880 Edwin Klebs
- 1880–1881 August Breiský
- 1881–1882 Karel Toldt
- 1882–1883 Karl Gussenbauer

## Lékařská fakulta České univerzity Karlo-Ferdinandovy v Praze (1882–1918)
- 1883–1886 Vilém Weiss
- 1886–1887 Vladimír Tomsa
- 1887–1888 Arnold Spina
- 1888–1889 Bohuslav Jiruš
- 1889–1890 Ivan Horbaczewski
- 1890–1891 Josef Reinsberg
- 1891–1892 Jaroslav Hlava
- 1892–1893 Vladimír Tomsa
- 1893–1894 Bohuslav Jiruš
- 1894–1895 Ivan Horbaczewski
- 1895–1896 Josef Reinsberg
- 1896–1897 Arnold Spina
- 1897–1898 Jaroslav Hlava
- 1898–1899 Jan Janošík
- 1899–1900 František Mareš
- 1900–1901 Gustav Kabrhel
- 1901–1902 Arnold Spina
- 1902–1903 Josef Reinsberg
- 1903–1904 Jaroslav Hlava
- 1904–1905 Ivan Horbaczewski
- 1905–1906 Jan Janošík
- 1906–1907 František Mareš
- 1907–1908 Gustav Kabrhel
- 1908–1909 Karel Chodounský
- 1909–1910 Josef Viktor Rohonyi
- 1910–1911 Vladimír Slavík
- 1911–1912 Ivan Horbaczewski
- 1912–1913 Jaroslav Hlava
- 1913–1914 Jan Jánošík
- 1914–1915 Gustav Kabrhel
- 1915–1916 František Mareš
- 1916–1917 Vladimír Slavík
- 1917–1918 Kamil Josef rytíř z Lhoty a na Vysoké Lhotě

## Německá lékařská fakulta Karlo-Ferdinadnovy univerzity (1882-1918)
- 1882–1883 Karl Gussenbauer
- 1883–1884 Philipp Knoll
- 1884–1885 Ewald Hering
- 1885–1886 Alfréd Přibram
- 1886–1887 Hans Chiari
- 1887–1888 Philipp Knoll
- 1888–1889 Franz Hoffmeister
- 1889–1890 Hubert Sattler
- 1890–1891 Karl Rabl
- 1891–1892 Arnold Pick
- 1892–1893 Sigmund Mayer
- 1893–1894 Isidor Schnabel
- 1894–1895 Rudolf Ritter Jaksch von Wartenhorst
- 1895–1896 Alfons Edler von Rosthorn
- 1896–1897 Hans Chiari
- 1897–1898 Paul Dittrich
- 1898–1899 Anton Wölfler
- 1899–1900 Wilhelm Czermak
- 1900–1901 Ferdinand Hueppe
- 1901–1902 Karel Hugo Huppert
- 1902–1903 Johannes Gad
- 1903–1904 Josef Philipp Pick
- 1904–1905 Julius Pohl
- 1905–1906 Alfred Přibram
- 1906–1907 Ewald Hering
- 1907–1908 Richard Ritter von Zeynek
- 1908–1909 Sigmund Mayer
- 1909–1910 Anton Elschnig
- 1910–1911 Rudolf Ritter Jaksch von Wartenhorst
- 1911–1912 Friedrich Kleinhans
- 1912–1913 Franz Hofmann
- 1913–1915 Otto Grosser
- 1915–1916 Alfred Kohn
- 1916–1917 Wilhelm Wiechowski
- 1917–1918 Artur Biedl

## Lékařská fakulta Německé univerzity v Praze (1918–1945)
- 1918–1919 Anton Ghon
- 1919–1920 Oskar Bail
- 1920–1921 Armin Tschermak-Seysenegg
- 1921–1922 Richard Zeynek
- 1922–1923 Otto Grosser
- 1923–1924 Alfred Kohn
- 1924–1925 Oskar Bail
- 1925–1926 Armin Tschermak-Seysenegg
- 1926–1927 Wilhelm Wiechowski
- 1927–1928 Artur Biedl
- 1928–1929 Paul Dittrich
- 1929–1930 Rudolf Fischl
- 1930–1931 Hermann Dexler
- 1931–1932 Emil Starkenstein
- 1932–1933 Friedrich Breinl
- 1933–1934 Anton Maria Marx
- 1934–1935 Richard Zeynek
- 1935–1936 Eduard Gamper
- 1936–1937 Otto Grosser
- 1937–1938 Julius Rihl
- 1938–1939 Karl Amersbach
- 1939–1940 Hermann Knaus
- 1941–1943 Arthur Rühl
- 1943–1944 Kurt Albrecht
- 1944–1946 Maxmilian Watzka

## Lékařská fakulta Univerzity Karlovy (1918–1953)
- 1918–1919 Otakar Srdínko
- 1919–1920 Rudolf Kimla
- 1920–1921 Ivan Honl
- 1921–1922 Matěj Pešina
- 1922–1923 Karel Weigner
- 1923–1924 Emanuel Formánek
- 1924–1925 Vladislav Růžička
- 1925–1926 Ladislav Haškovec
- 1926–1927 Rudolf Kimla
- 1927–1928 Ivan Honl
- 1928–1929 Matěj Pešina
- 1929–1930 Ondřej Schrutz
- 1930–1931 Vladislav Růžička
- 1931–1932 Karel Weigner
- 1932–1933 Alois Velich
- 1933–1934 Antonín Hamsík
- 1934–1935 Antonín Hanák
- 1935–1936 Josef Čančík
- 1936–1937 Josef Hepner
- 1937–1938 Jan Bělehrádek
- 1938–1939 Vilém Laufberger
- 1939–1940 František Hájek
- 1940–1945 uzavření českých vysokých škol během německé okupace Čech, Moravy a Slezska
- 1945–1946 Josef Čančík
- 1946–1947 Ladislav Borovanský
- 1947–1948 Václav Jedlička
- 1948–1949 Josef Čančík
- 1949–1950 František Kostečka
- 1950–1952 Josef Lukáš
- 1952–1953 František Blažek

## Fakulta všeobecného lékařství Univerzity Karlovy (1953–1990)
- 1953–1954 František Blažek
- 1954–1956 Václav Prošek
- 1956–1961 Tomáš Trávníček
- 1961–1963 Oldřich Starý
- 1963–1966 Rudolf Vaněček
- 1966–1970 Vojtěch Šnaid
- 1970–1985 Vladimír Balaš
- 1985–1990 Vladimír Pacovský

## 1. lékařská fakulta Univerzity Karlovy (od 1990)
- 1990–1993 Jiří Tichý
- 1993–1999 Petr Hach
- 1999–2005 Štěpán Svačina
- 2005–2012 Tomáš Zima
- 2012–2020 Aleksi Šedo
- od 2020 Martin Vokurka